# Любибратич, Мичо
Михайло Мичо Любибратич (серб. Михајло Мићо Љубибратић; 30 сентября 1839, Любово, Требине — 26 февраля 1889, Белград) — сербский воевода в Герцеговине.

## Биография
Участвовал в Герцеговинском восстании с 1857 по 1862 года, сотрудничал с воеводой Лукой Вукаловичем, и помогал освободительному движению Джузеппе Гарибальди в Италии. После краха восстания в 1862 переехал в Сербию, где участвовал в организации восстания балканских народов против Османской империи, пытаясь привлечь мусульман в предприятие.
В 1875 являлся одним из лидеров восстания в Герцеговине. Работая над организацией повстанцев, дисциплиной, планированием, переориентации повстанцев в партизанскую деятельность и формирование Временной администрации Герцеговины. В конце марта 1876 ушёл в Боснию, но был взят в плен австрийцами.
В марте 1877 возвращается в Сербию и перед боснийско-бокельским восстанием выступает за создание правительства и повстанческих отрядов сербов и мусульман в борьбе против Австро-Венгерской империи.